# 胡寧德洛斯安第斯

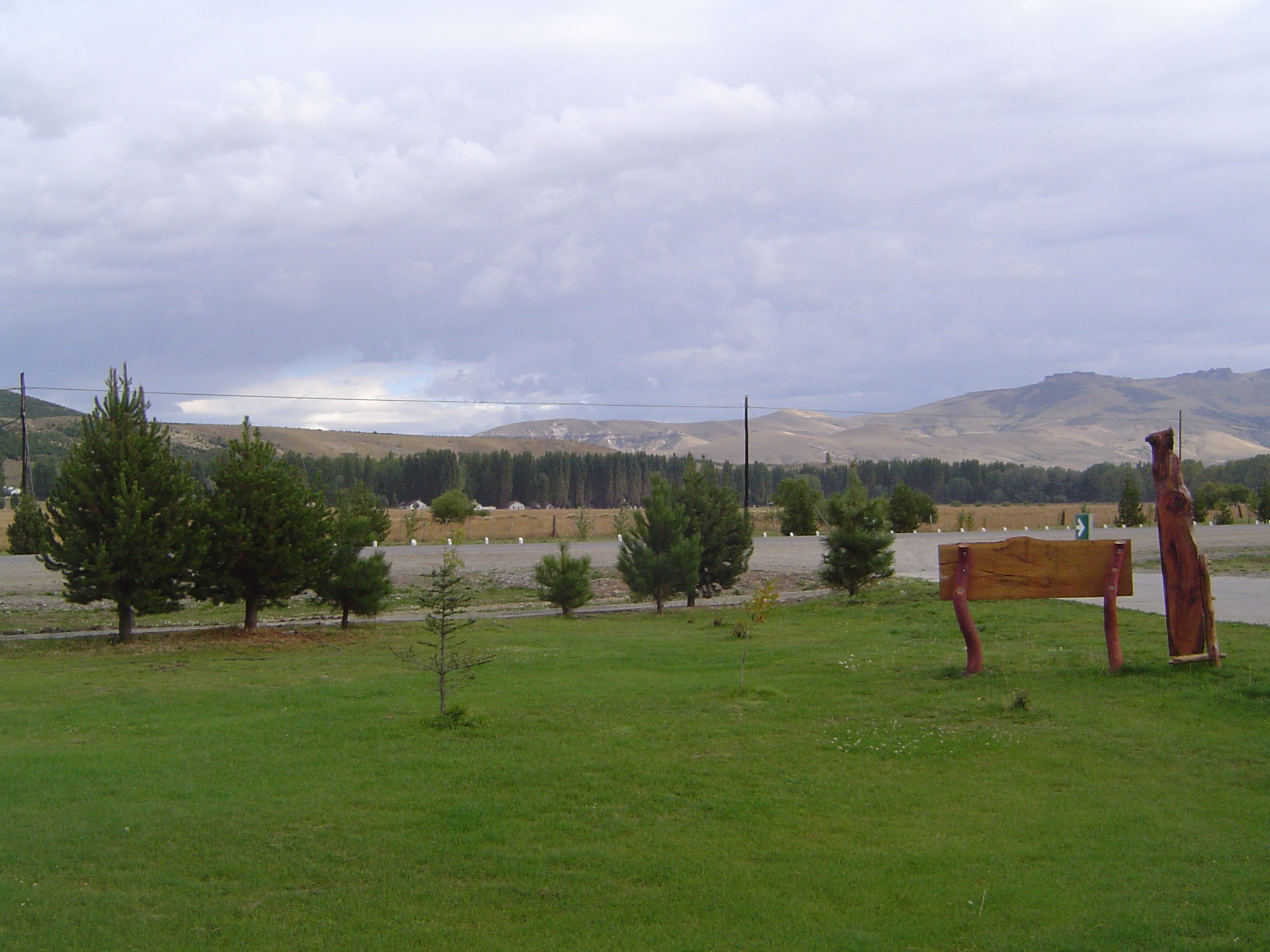
胡寧德洛斯安第斯

39°55′S 71°4′W / 39.917°S 71.067°W
胡寧德洛斯安第斯（西班牙語：Junín de los Andes），是阿根廷的城鎮，位於該國西部內烏肯省，是維利切斯縣的首府，處於聖馬丁德洛斯安第斯以北35公里，始建於1883年2月15日，海拔高度902米，2001年人口10,302。